# Połączenie klejowe

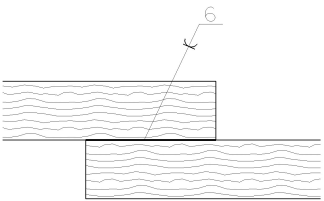
Reprezentacja połączenia klejowego w rysunku technicznym maszynowym

Połączenie klejowe – połączenie mechaniczne, w których wykorzystuje się adhezyjne właściwości substancji klejowych. Klej wnika w drobne pory, nierówności (adhezja mechaniczna) na powierzchni materiału, po czym twardnieje. Czasem przy klejeniu tworzyw sztucznych dodatkowo następuje częściowe rozpuszczenie powierzchni klejonych. Połączenie tego typu w budowie maszyn stosowane jest często, zwłaszcza jeśli trzeba połączyć różne materiały (metal, tworzywa sztuczne, szkło, gumę itp).
Stosuje się również połączenie klejowe ciasno pasowanych elementów, co daje takiemu połączeniu pewną nośność wynikającą z tarcia, nawet po zerwaniu właściwego połączenia klejowego.

## Wytrzymałość połączenia klejowego
Prawidłowo zaprojektowane złącze powinno przenosić głównie naprężenia ścinające i mieć formę zakładki. Konstruując połączenie klejowe należy dążyć do zwiększenia powierzchni złącza ze względu na niską jednostkową wytrzymałość mechaniczną. 
Czynniki wpływające na wytrzymałość spoiny klejowej można podzielić na:
- konstrukcyjne:
  - sposób obciążenia połączenia
  - wymiary złącza
  - symetryczność złącza
  - kształt łączonych elementów
- technologiczne:
  - poprawny dobór kleju - należy określić jakie zadania ma spełniać złącze i po zebraniu wytycznych odrzucić te opcje, które ze względu na metodę lub warunki wykonywania połączeń są nieopłacalne lub nie wykonalne
  - odpowiednie przygotowanie powierzchni przeznaczonych do złączenia - odpowiednio przygotowana powierzchnia: nie posiada zanieczyszczeń, charakteryzuje się dobrą zwilżalnością, posiada zdolność do tworzenia wiązań międzyfazowych, jest stabilna przez założony czas eksploatacji oraz ma powtarzane właściwości
  - odpowiednia ilość utwardzacza
  - mechanizm i parametry utwardzania
  - czas roboczy kleju
  - grubość warstwy kleju
  - obecność pęcherzy powietrza
  - sposób nanoszenia kleju.